# Etheostoma bellator
Etheostoma bellator es una especie de peces de la familia Percidae en el orden de los Perciformes.

## Distribución geográfica
Se encuentra en Alabama (Estados Unidos).